# Призыв (газета, Челябинск)
«Призыв» — российская отраслевая газета железнодорожников.
Газета была создана 20 мая 1934 года и рассказывает о работе полигона Южно-Уральской железной дороги. Выпускается в Челябинской, Курганской, Оренбургской областях и на Петропавловском отделении ЮУЖД.

## История
В 1929 году в Москве состоялось четвёртое всесоюзное совещание рабселькоров. На его основе Челябинская железнодорожная парторганизация приняла решение о создании печатной газеты «Сигнал путейца» — органа Челябинского учкпрофсожа. Это была газета рабочих и служащих 12 участка пути Самара-Златоустовской железной дороги. Первую на дороге печатную газету возглавил комсомолец 20-х годов А. Лисин. Первый её номер вышел на добровольные денежные отчисления самих путейцев и профсоюзной организации. Тираж «Сигнала путейца» был 500 экземпляров.
Учитывая большую популярность рабочей газеты путейцев, райком партии решил увеличивать её тираж и периодичность. Газета стала выходить три раза в неделю и называться «На стальных путях».
В 1929 году газета «На стальных путях» являлась рабочей газетой железнодорожников, объединения Челябинского Учкпрофсожа Самаро-Златоустовской железной дороги, в 1930 — двухнедельной рабочей газетой тяговиков, путейцев и движенцев Челябинского железно-дорожного узла, в 1931 — газетой железнодорожников Челябинского эксплуатационного района Пермской железной дороги, в 1932 — органом парторганизаций, райпрофсожа и Управления Челябинского 7-го эксплуатационного района, Пермской железной дороги.
Редакция часто меняла свои адреса. Среди них значились: 5-1 Снеговой путь, вагон № 402, адресный стол 4, казенный дом № 40, железнодорожный дом № 33.
15 апреля 1934 года в результате разукрупнения из Пермской дороги была выделена Южно-Уральская магистраль. Тогда же начал работать Политотдел ЮУЖД. С созданием новой дороги возникла необходимость в формировании новой газеты. В неё влились лучшие силы «Стальных путей».
Первый номер выездной редакции «Призыв» вышел 17 апреля 1934 года. И главное сообщение в нём: с 18 часов 15 апреля открыто действие Южно-Уральской жел. дороги. Н. Южно-Уральской ж.д. КНЯЗЕВ.
А второй раз газета родилась 20 мая 1934 года, в воскресенье. В этот день вышел ещё один первый номер газеты «Призыв» и с этого времени газета политотдела Южно-Уральской железной дороги стала выходить постоянно.
В 30-е годы годы «Призыв» выходил ежедневно и печатался в собственной типографии, а на каждом отделении дороги был собственный корреспондент. Первоначальный тираж «Призыва» — три тысячи экземпляров. Уже через год он увеличился в два раза, а в октябре 1939-го составлял 11 тысяч. Газета выходила на четырёх полосах, но иногда были и восьмиполосные выпуски, в которых публиковались государственные документы.
В 2025 году газета «Призыв» выходит на 8 полосах в полном цвете один раз в неделю. Бумажный тираж составляет 3790 экземпляров, количество доступов к электронной версии — 40 773. Штат редакции — 11 человек.

## Сотрудники

### Руководство
За 90 лет газетой «Призыв» руководили 10 главных редакторов.
Первый редактор газеты Михаил Гоберник, активный комсомолец, боец Красной Армии, партизан, выпускник МВТУ, отработал в «Призыве» всего год. Он был снят с работы в 1933 году за то, что «не развернул самокритики ошибок руководства края», и по неподтвержденной документами версии, был расстрелян, так же как и первый начальник дороги Иван Князев.
Второй главный редактор в железнодорожную прессу попал из «Комсомольской правды». Через два года его тоже сняли с должности и арестовали. Не расстреляли только по счастливой случайности.
На третьего главного редактора Михаила Белоусова был написан донос женой одного из инженеров дороги, в котором указывалось, что у семьи Белоусовых была своя мельница, в доме хранились дорогие украшения а старший брат служил в армии у Колчака. Колесо репрессий закрутилось, но Михаила Александровича отстояли коллеги, и его вновь восстановили на работе в 1944 году.
Четвёртый главный редактор Александр Левартовский избежал ареста в 1937 году, его сняли с должности и исключили из партии, но потом восстановили благодаря «чистке чистильщиков». Он работал Главным редактором дорожной газеты в Омске, а в 1950 году возглавил «Призыв». Впоследствии был назначен начальником политотдела ЮУЖД.
Николай Болдырев пришел в «Призыв» в 1954 году. Был родом из семьи железнодорожников. в 1933 году стал корреспондентом «Гудка» по Юго-Восточной, Сталинской, Горьковской и Одесским дорогам. Параллельно работал завотделом дорожной газеты «Сталинская магистраль», потому что все основные сотрудники издания были арестованы. Войну прошел военным корреспондентом и вновь вернулся в «Гудок». Являлся главным редактором дорожных газет на Одесской, Сталинской и Южно-Уральской железных дорогах. После «Призыва» работал начальником бюро жалоб ЮУЖД.
Валентин Чернов отработал в «Призыве» всего год. Он был добровольцем знаменитого Уральского танкового корпуса, студентом МГУ. Потом работал на телевидении и в политике.
Петр Евстифейкин отработал главным редактором «Призыва» 32 года, с августа 1969 по декабрь 2001-го. При нём газета не раз становилась лучшей среди дорожных газет СССР, а потом РФ. При нём тираж издания превышал 37 000 экземпляров.
Ирина Волохович, ученица Петра Евстифейкина, руководила изданием 7 лет.
С мая 2009 года газетой руководит Татьяна Михайловна Гончарова.

### Журналисты
Среди журналистов газеты:
- Владислав Антонович Левандовский, журналист «Призыва», художник, писатель, автор фантастической повести «Пояс Ориона».
- Борис Семенович Ицын, литсекретарь «Призыва», журналист, прозаик, автор популярной в 1930—1960-е годы книги «Подростки»
- Герман Леонидович Занадворов, журналист, военный корреспондент,, прозаик и поэт, автор книги «Дневник расстрелянного».
- Игорь Львович Цирлин, самый старший сотрудник «Призыва» (ушел на пенсию в 83 года), фронтовик-дальневосточник, награждён медалями «За боевые заслуги», «За Победу», орденом Отечественной войны второй степени и знаком «Почетный железнодорожник».